# Cando
Cando é uma cidade localizada no estado norte-americano de Dacota do Norte, no Condado de Towner.

## Demografia
Segundo o censo norte-americano de 2000, a sua população era de 1 342 habitantes.
Em 2006, foi estimada uma população de 1 113, um decréscimo de 229 (-17.1%).

## Geografia
De acordo com o United States Census Bureau tem uma área de 1,6 km², dos quais 1,6 km² cobertos por terra e 0,0 km² cobertos por água. Cando localiza-se a aproximadamente 450 m acima do nível do mar.

## Localidades na vizinhança
O diagrama seguinte representa as localidades num raio de 28 km ao redor de Cando.